# Каванерка
Каванерка, Каванарка — река в России, протекает в Пижанском районе Кировской области и Новоторъяльском районе Республики Марий Эл. Устье реки находится в 12 км по левому берегу реки Толмань. Длина реки составляет 15 км.
Исток реки в Кировской области западнее деревни Урбеж в 31 км к югу от посёлка Пижанка. Река течёт на юго-восток, в Кировской области протекает несколько заброшенных деревень, затем втекает на территорию Марий Эл, где по берегам несколько деревень Масканурского сельского поселения: Тушнурята, Шестаково, Бахтино, Масканур, Плешивцы. Крупнейший приток — Малая Толмань (правый). Впадает в Толмань у деревни Малая Лумарь.

## Данные водного реестра
По данным государственного водного реестра России относится к Камскому бассейновому округу, водохозяйственный участок реки — Вятка от города Котельнич до водомерного поста посёлка городского типа Аркуль, речной подбассейн реки — Вятка. Речной бассейн реки — Кама.
Код объекта в государственном водном реестре — 10010300412111100037358.